# Four Manhattan West
Four Manhattan West, kallas The Lofts, är ett höghus som ligger inom byggnadskomplexet Manhattan West på Manhattan i New York, New York i USA.
Byggnaden uppfördes 1913. Den genomgick en totalrenovering och blev 2021 en fastighet för kontorsverksamhet. Byggnaden fick det nuvarande namnet. Den har 13 våningar.